# Polacy na Słowacji
| Polacy na Słowacji | Polacy na Słowacji |
| ------------------ | ------------------ |
| Liczebność         | 2602 (2001)        |
| % całej ludności   | 0,05%              |
| Związek            | Klub Polski        |

Polacy na Słowacji – polska mniejszość narodowa zamieszkująca Słowację, licząca według spisu powszechnego z 2001 roku 2602 osoby, co stanowi około 0,05% ludności całego kraju, a według danych szacunkowych na 2008 rok podawanych przez Štatistický úrad Slovenskej republiky – 4602 osoby.
Wśród Polaków zamieszkujących Słowację można wyróżnić dwie podstawowe grupy: ludność autochtoniczną, imigrantów przybyłych tu w XX wieku, oraz młodzież przybyłą tu w XXI wieku (około 200 osób, studiujących na Wydziale Lekarskim Uniwersytetu Komeńskiego – Lekárska fakulta Univerzity Komenského). Polacy zamieszkują głównie górskie rejony Spisza i Orawy oraz duże miasta takie jak Bratysława czy Koszyce. W Bratysławie największe skupisko Polaków znajduje się w dzielnicach Ruzinov i Nove Mesto.

## Rozmieszczenie Polaków w 2008[1]
| Powiat                     | Liczba Polaków | Odsetek Polaków |
| -------------------------- | -------------- | --------------- |
| Okres Bratislava I         | 65             | 0,158           |
| Okres Bratislava II        | 175            | 0,157           |
| Okres Bratislava III       | 95             | 0,152           |
| Okres Bratislava IV        | 160            | 0,168           |
| Okres Bratislava V         | 174            | 0,148           |
| Okres Malacky              | 40             | 0,059           |
| Okres Pezinok              | 19             | 0,033           |
| Okres Senec                | 55             | 0,091           |
| Okres Dunajská Streda      | 39             | 0,033           |
| Okres Galanta              | 34             | 0,035           |
| Okres Hlohovec             | 18             | 0,040           |
| Okres Piešany                           | 34             | 0,053           |
| Okres Senica               | 21             | 0,034           |
| Okres Skalica              | 16             | 0,034           |
| Okres Trnava               | 90             | 0,070           |
| Okres Bánovce nad Bebravou | 18             | 0,047           |
| Okres Ilava                | 29             | 0,048           |
| Okres Myjava               | 10             | 0,036           |
| Okres Nové Mesto nad Váhom | 16             | 0,026           |
| Okres Partizánske          | 34             | 0,072           |
| Okres Považská Bystrica    | 40             | 0,062           |
| Okres Prievidza            | 257            | 0,184           |
| Okres Púchov               | 21             | 0,046           |
| Okres Trenčín              | 55             | 0,048           |
| Okres Komárno              | 33             | 0,031           |
| Okres Levice               | 105            | 0,089           |
| Okres Nitra                | 191            | 0,116           |
| Okres Nové Zámky           | 58             | 0,040           |
| Okres Šaľa                 | 25             | 0,046           |
| Okres Topoľčany            | 38             | 0,051           |
| Okres Zlaté Moravce        | 37             | 0,086           |
| Okres Tvrdošín             | 163            | 0,455           |
| Okres Žilina               | 270            | 0,171           |
| Okres Bytča                | 10             | 0,032           |
| Okres Čadca                | 136            | 0,147           |
| Okres Dolný Kubín          | 43             | 0,109           |
| Okres Kysucké Nové Mesto   | 19             | 0,056           |
| Okres Liptovský Mikuláš    | 66             | 0,090           |
| Okres Martin               | 90             | 0,092           |
| Okres Námestovo            | 87             | 0,148           |
| Okres Ružomberok           | 75             | 0,127           |
| Okres Turčianske Teplice   | 11             | 0,066           |
| Okres Veľký Krtíš          | 23             | 0,050           |
| Okres Zvolen               | 57             | 0,084           |
| Okres Žarnovica            | 41             | 0,152           |
| Okres Žiar nad Hronom      | 26             | 0,055           |
| Okres Banská Bystrica      | 123            | 0,111           |
| Okres Banská Štiavnica     | 6              | 0,036           |
| Okres Brezno               | 34             | 0,053           |
| Okres Detva                | 14             | 0,043           |
| Okres Krupina              | 11             | 0,049           |
| Okres Lučenec              | 21             | 0,029           |
| Okres Poltár               | 7              | 0,031           |
| Okres Revúca               | 13             | 0,032           |
| Okres Rimavská Sobota      | 31             | 0,038           |
| Okres Stará Ľubovňa        | 73             | 0,141           |
| Okres Stropkov             | 18             | 0,087           |
| Okres Svidník              | 74             | 0,223           |
| Okres Vranov nad Topľou    | 31             | 0,039           |
| Okres Bardejov             | 101            | 0,132           |
| Okres Humenné              | 47             | 0,073           |
| Okres Kežmarok             | 142            | 0,212           |
| Okres Levoča               | 19             | 0,058           |
| Okres Medzilaborce         | 12             | 0,099           |
| Okres Poprad               | 155            | 0,148           |
| Okres Prešov               | 142            | 0,086           |
| Okres Sabinov              | 17             | 0,030           |
| Okres Snina                | 29             | 0,075           |
| Okres Spišská Nová Ves     | 55             | 0,057           |
| Okres Trebišov             | 11             | 0,010           |
| Okres Gelnica              | 5              | 0,016           |
| Okres Košice I             | 40             | 0,059           |
| Okres Košice II            | 58             | 0,072           |
| Okres Košice III           | 14             | 0,047           |
| Okres Košice IV            | 38             | 0,068           |
| Okres Košice – okolie      | 33             | 0,029           |
| Okres Michalovce           | 58             | 0,053           |
| Okres Rožňava              | 34             | 0,055           |
| Okres Sobrance             | 17             | 0,073           |
| Razem                      | 4602           | 0,085           |